# Мауэнзе (озеро)
Мауэнзе (нем. Mauensee) — озеро, расположенное в одноименной общине Мауэнзе, в округе Зурзе, в швейцарском кантоне Люцерн.

## География
Мауэнзе расположено приблизительно в трех километрах от Земпахского озера. Озеро Мауэнзе находится на высоте примерно в 500 метров над уровнем моря. Береговая линия озера оставляет 4,2 километра, а площадь — 0,55 км². Из озера вытекает река Рон. Рядом с озером Мауэнзе находится одноименная коммуна.
В озере находятся четыре острова, на самом крупном из которых расположен замок Мауэнзе, к которому ведет дорога.

### Замок Мауэнзе

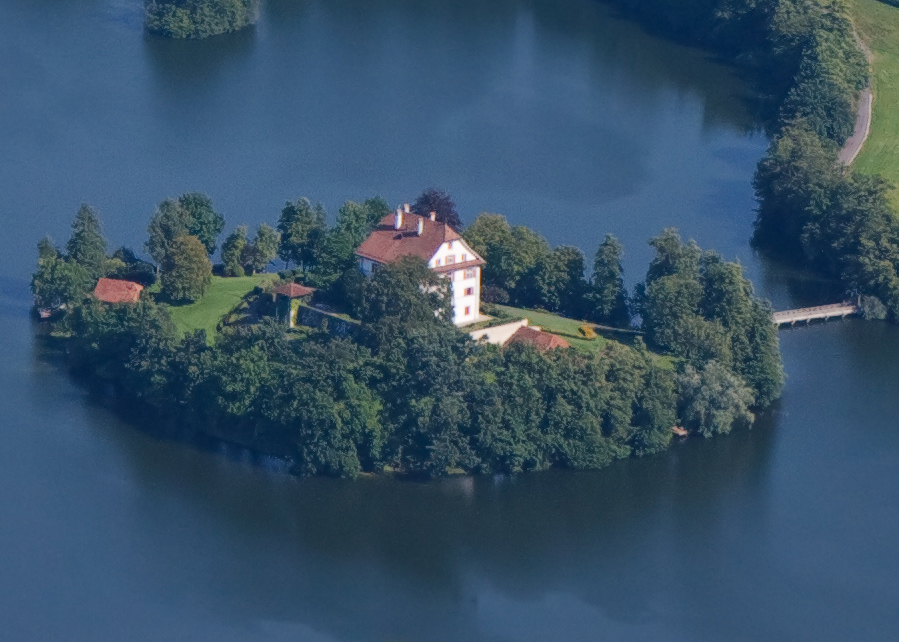
Вид на замок Мауэнзе.

Замок Мауэнзе был упомянут в период с 1184 по 1190 годы и, вероятно, был построен баронами из Бюрона, которым в то время принадлежала часть озера, в то время как вторая половина принадлежала Грюнбергам. В 1455 году он перешел в собственность Люцерна. Нынешнее здание было построено Михаэлем Шнайдером в 1605 году.
С 1998 года остров и замок находятся в собственности семьи Зигг.

## Климат
Среднегодовая температура возле озера Маунэзе составляет около 8 °C. Самый тёплый месяц — июнь, средняя температура в нем составляет 19 °C, а самый холодный — декабрь, с температурой −4 °C.